# Geovana (sambista)
Maria Tereza Gomes, conhecido artisticamente como Geovana (Rio de Janeiro, 1948) é uma cantora e compositora brasileira.
Destacou-se na Bienal do Samba de São Paulo no início da década de 1970, quando defendeu o samba "Pisa nesse chão com força", e ainda naquela década gravaria seu primeiro LP, "Quem tem carinho me leva". Apesar de lançada como sambista pela gravadora RCA, ficou estigmatizada como artista do sub-genero samba-rock. Nos anos oitenta, teve lançado mais um LP, mas cairia no ostracismo nos anos seguintes.

## Discografia
- 1975 - Quem tem carinho me leva (RCA)
- 1988 - Canto pra qualquer cantar (RCA)
- 2020 - Brilha Sol (independente/Tratore)